# Wasserbehälter (Köngernheim)

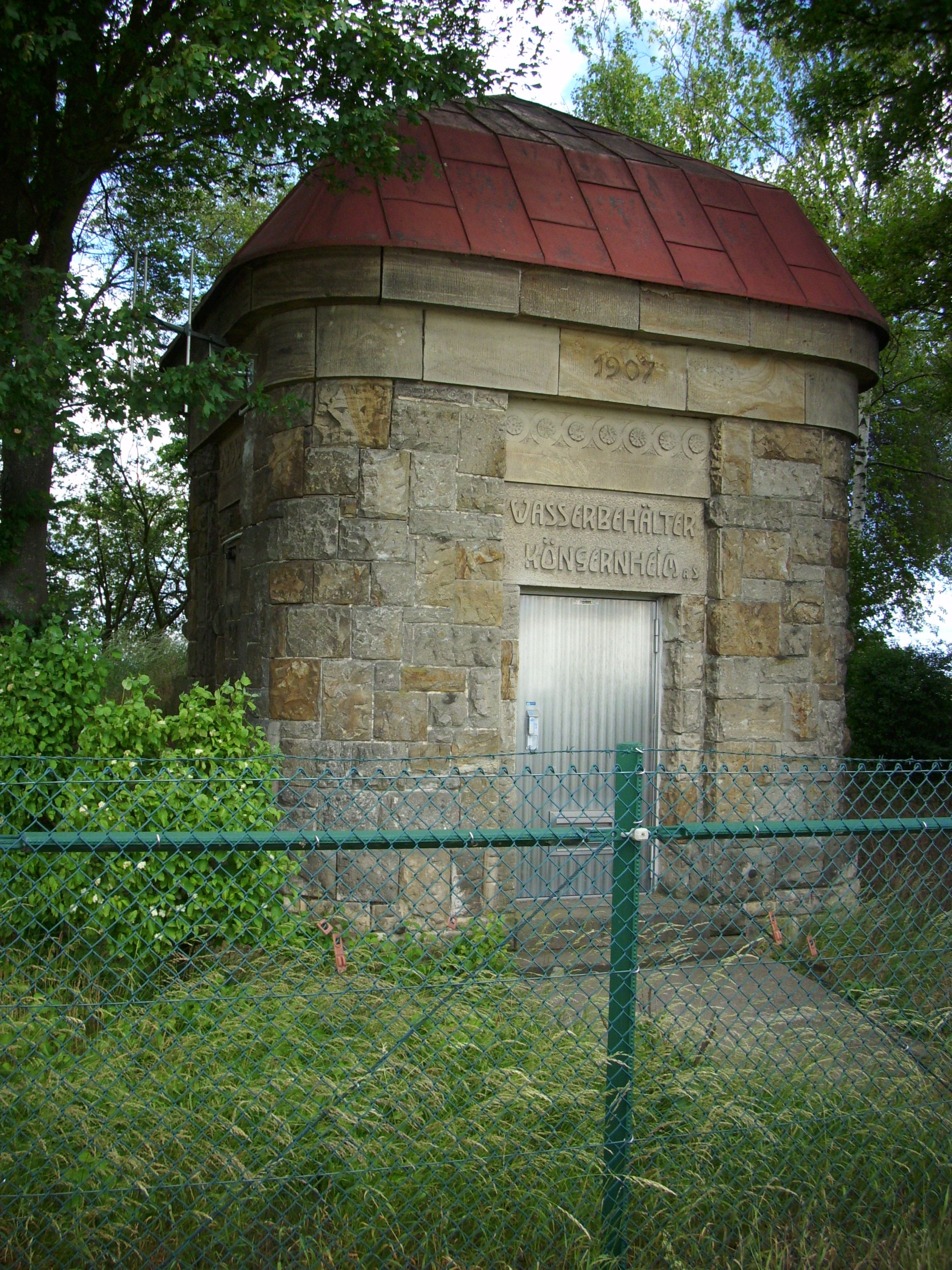
Wasserbehälter in Köngernheim

Der Wasserbehälter in Köngernheim, einer Ortsgemeinde im Landkreis Mainz-Bingen in Rheinland-Pfalz, wurde 1907 errichtet. Der Wasserbehälter östlich des Ortes an der Bundesstraße 420 ist ein geschütztes Kulturdenkmal.
Der Typenbau in Formen des Jugendstils besteht aus Sandstein-Bossenquadern. Das gebrochene Dach hat eine Zinkblechabdeckung über einem stark betonten, abgestuften Traufgesims mit der Jahreszahl 1907.
Das Bauwerk wurde nach Plänen des Architekten Wilhelm Lenz von der Großherzoglichen Kulturinspektion Mainz errichtet. Der Wasserbau-Ingenieur und Baubeamte Bruno von Boehmer entwarf und leitete von 1897 bis 1907 die Modernisierung der Wasserversorgung großer Teile Rheinhessens.